# Cheshire megye (New Hampshire)
Cheshire megye az Amerikai Egyesült Államokban, azon belül New Hampshire államban található. Megyeszékhelye és legnagyobb városa Keene. Lakosainak száma 76 458 fő (2020. április 1.). Cheshire megye Windham, Worcester, Franklin, Hillsborough és Sullivan megyékkel határos.

## Népesség
A megye népességének változása:
| Lakosok száma | 77 011 | 76 806 | 76 753 | 76 610 | 75 909 | 76 458 |
|               | 2010   | 2011   | 2012   | 2013   | 2015   | 2020   |